# Nova Varoš
Nova Varoš (Servisch: Нова Варош) is een gemeente in het Servische district Zlatibor.
Nova Varoš telt 19.982 inwoners (2002). De oppervlakte bedraagt 581 km², de bevolkingsdichtheid is 34,4 inwoners per km².

## Geboren
- Ljubinko Drulović (11 september 1968), voetballer
- Ivan Šaponjić (2 augustus 1997), voetballer

## Plaatsen in de gemeente
| - Akmačići - Amzići - Bistrica - Božetići - Brdo - Bukovik - Burađa - Vilovi - Vraneša - Gornja Bela Reka - Gornje Trudovo - Debelja - Donja Bela Reka - Draglica - Draževići - Drmanovići | - Jasenovo - Komarani - Kućani - Ljepojevići - Miševići - Negbina - Nova Varoš - Ojkovica - Radijevići - Radoinja - Rutoši - Seništa - Tisovica - Trudovo - Čelice - Štitkovo |